# 周文吉
周文吉（？—），男，中华人民共和国政治人物，曾任宁夏回族自治区政协副主席，第九届全国政协委员。2000年被开除党籍。